# Paolo Filiasi Carcano
Paolo Filiasi Carcano (Napoli, 11 marzo 1911 – Roma, 24 febbraio 1977) fu quarto Duca di Montaltino, Nobile dei Marchesi di Carapelle, e fu anche un eminente filosofo italiano rinomato in particolare per i suoi studi di fenomenologia, filosofia del linguaggio e più in generale di filosofia analitica.

## Biografia e pensiero
Dopo gli studi universitari a Napoli, durante i quali si formò alla scuola del filosofo Antonio Aliotta e si dedicò allo studio delle scienze, Filiasi Carcano divenne a sua volta professore prima all'Università degli Studi di Napoli e poi all'Università di Roma "La Sapienza". Sulla scia teoretica del suo maestro, l'Aliotta, Filiasi Carcano volle approfondire le problematiche poste dalla filosofia contemporanea, sia europea che americana, e riesaminare attentamente i linguaggi scientifici in uso. Tesi centrale di Filiasi Carcano è che le correnti filosofiche del '900, in particolare il pragmatismo, il neopositivismo, la fenomenologia, l'esistenzialismo e la psicoanalisi, fossero il portato dell'esigenza teoretica di una maggiore chiarezza delle varie questioni che emergevano dalla crisi culturale, vitale ed esistenziale della sua epoca.
Al centro di tale crisi giganteggiava la polemica fra pensiero metafisico e pensiero antimetafisico, soprattutto a causa del vigore critico neopositivista, contro il quale a sua volta Filiasi Carcano, che ritiene necessaria una sostanziale alleanza o quantomeno un aperto dialogo fra la metafisica e le scienze, pone diversi rilievi critici, principale dei quali è quello di minare alla base l'unità dell'esperienza, che senza una cornice o una struttura metafisica in cui inserirsi rimarrebbe indefinitamente frammentata in percezioni fra loro irrelate. A questo inconveniente si può rimediare, secondo il filosofo napoletano, temperando il positivismo e il neopositivismo con lo sperimentalismo, ovvero accompagnando alla piena accettazione del metodo scientifico una piena apertura alla voce dell'esperienza così come è stata intesa, ad esempio, nella fenomenologia di Husserl, che Filiasi Carcano ritiene per questo integralmente scientifica.
In questo senso si può procedere a mantenere una costante tensione sui problemi posti dalla filosofia, in opposizione a ogni dogmatismo di sistema, e al contempo non cadere nell'angoscia a cui conduce lo scetticismo radicale che tutto rifiuta, compresa l'esperienza. Non si tratterebbe dunque per la filosofia teoretica di definire verità immutabili ma di sincronizzarsi col ritmo del metodo scientifico, sussumendo i risultati sperimentali delle scienze e integrandoli nel continuum di una struttura metafisica mediante il ponte dell'esperienza.

## Opere
- Crisi della civiltà e orientamenti della filosofia contemporanea, Perrella, Roma 1939.
- La filosofia d'oggi al congresso di Amsterdam (11-18 agosto 1948), Soc. Ed. del Foro Italiano, Roma 1950.
- Problematica della filosofia odierna, Fratelli Bocca, Roma 1953.
- Semantica, Fratelli Bocca, Roma 1955.
- La metodologia del rinnovarsi nel pensiero contemporaneo, Libreria scientifica editrice, Napoli 1958.
- Filosofia della alienazione e analisi esistenziale, CEDAM, Padova 1961.
- L'unificazione del sapere, Sansoni, Firenze 1964.
- Logica e analisi, CEDAM, Padova 1966
- Filosofia e informazione, CEDAM, Padova 1967.
- Introduzione allo studio della filosofia linguistica, Bulzoni Editore, Roma 1972.